# Dorylus helvolus

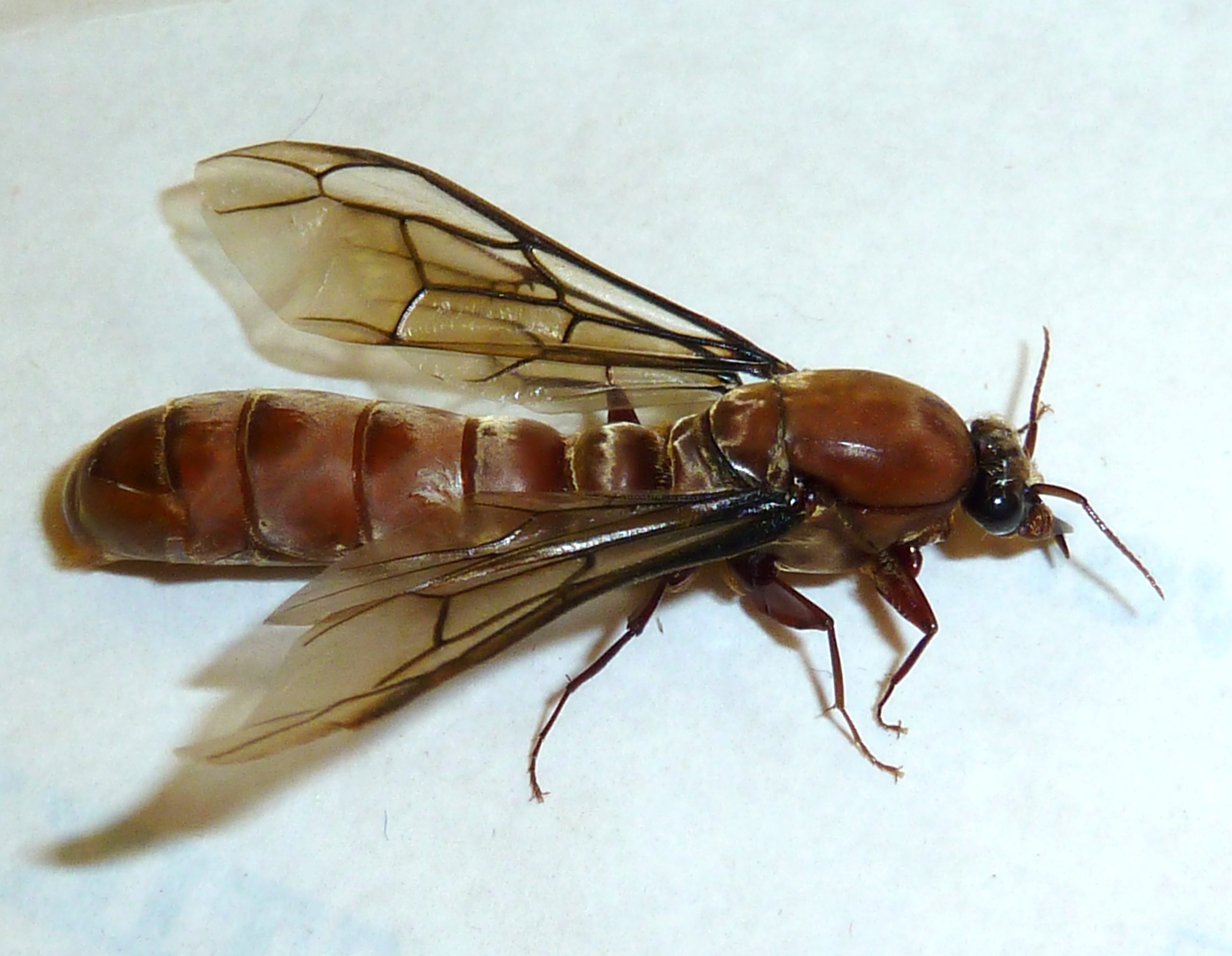
Самец кочевого муравья Dorylus helvolus был впервые описан как оса

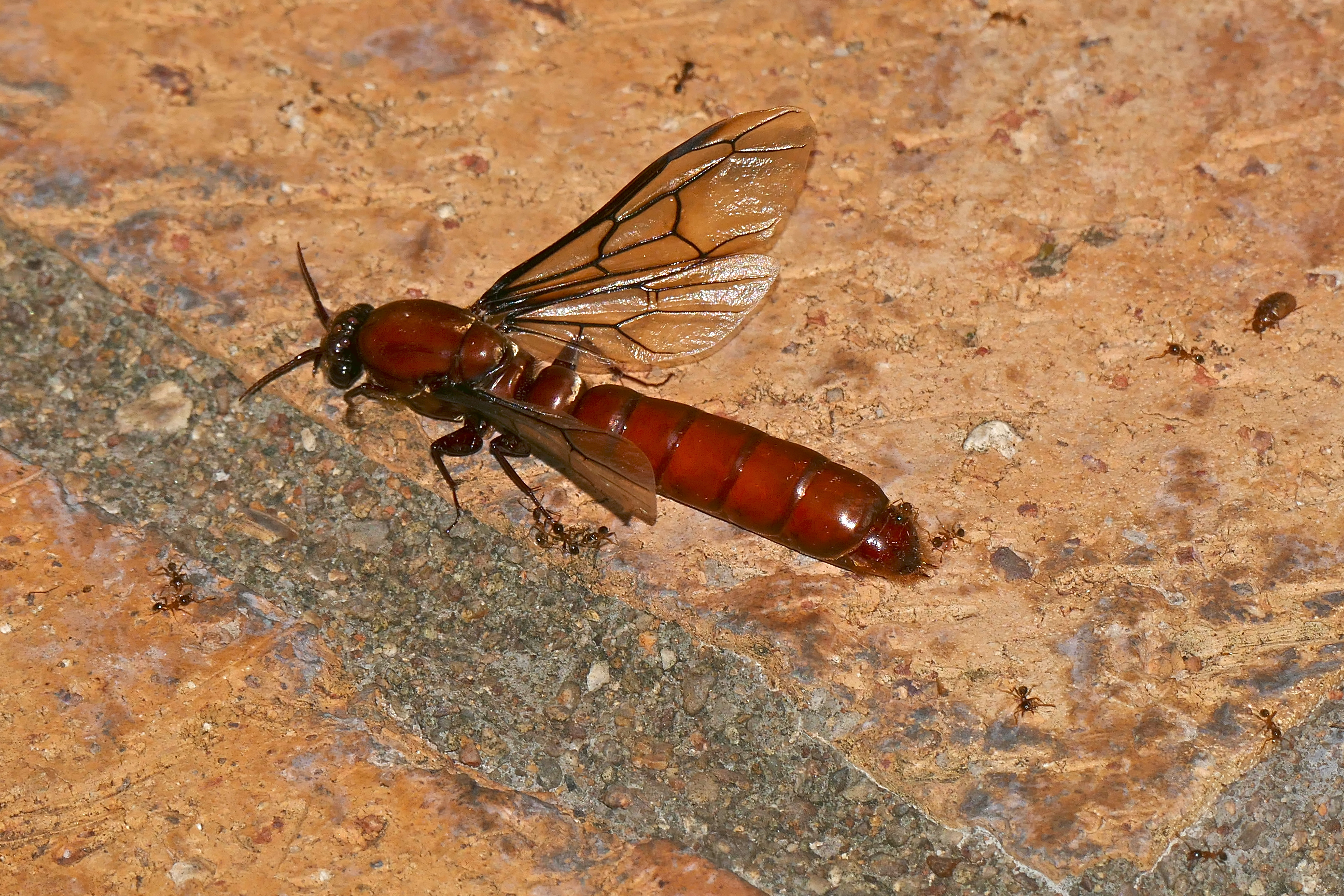
Самец Dorylus helvolus, атакованный мелкими муравьями.

Dorylus helvolus (лат.) — вид кочевых муравьёв из подсемейства Dorylinae (Formicidae). Африка.

## Распространение
Тропическая Африка.

## Описание
Рабочие рыжевато-красного цвета имеют длину от нескольких мм (от 1,7 мм у минимов и 5 мм у среднеразмерных рабочих) до одного см (у крупных солдат), слепые (фасеточные глаза и оцеллии развиты только у касты самцов). Крылатые самцы желтовато-коричневые, имеют длину до 25 мм (включая 13 мм брюшко). Матки крупные, имеют длину тела до 4 см (включая 25 мм брюшко). Боковые стороны головы солдат почти параллельны друг другу. Усики рабочих и самок 11-члениковые (у самцов 13-члениковые).
Самцы так сильно отличаются от прочих муравьёв, что шведский натуралист Карл Линней впервые описал самцов вида Dorylus helvolus (Linnaeus, 1764) в качестве ос Vespa helvola Linnaeus, 1764, а французский биолог Жан Батист Ламарк описал их же как ос Mutilla dorylus Lamarck, 1817.

## Систематика
Вид относится к номинативному подроду Dorylus s.s. Shuckard, 1840 (видовая группа helvolus-group) и впервые был описан только по самцам (Linnaeus, 1764). Позднее были описаны рабочие особи (Linnaeus, 1767). Матки были описаны только в 1888 году итальянским мирмекологом Карлом Эмери. В состав рода Dorylus включён в 1793 году датским энтомологом Иоганном Фабрицием (Fabricius, 1793).

## Галерея

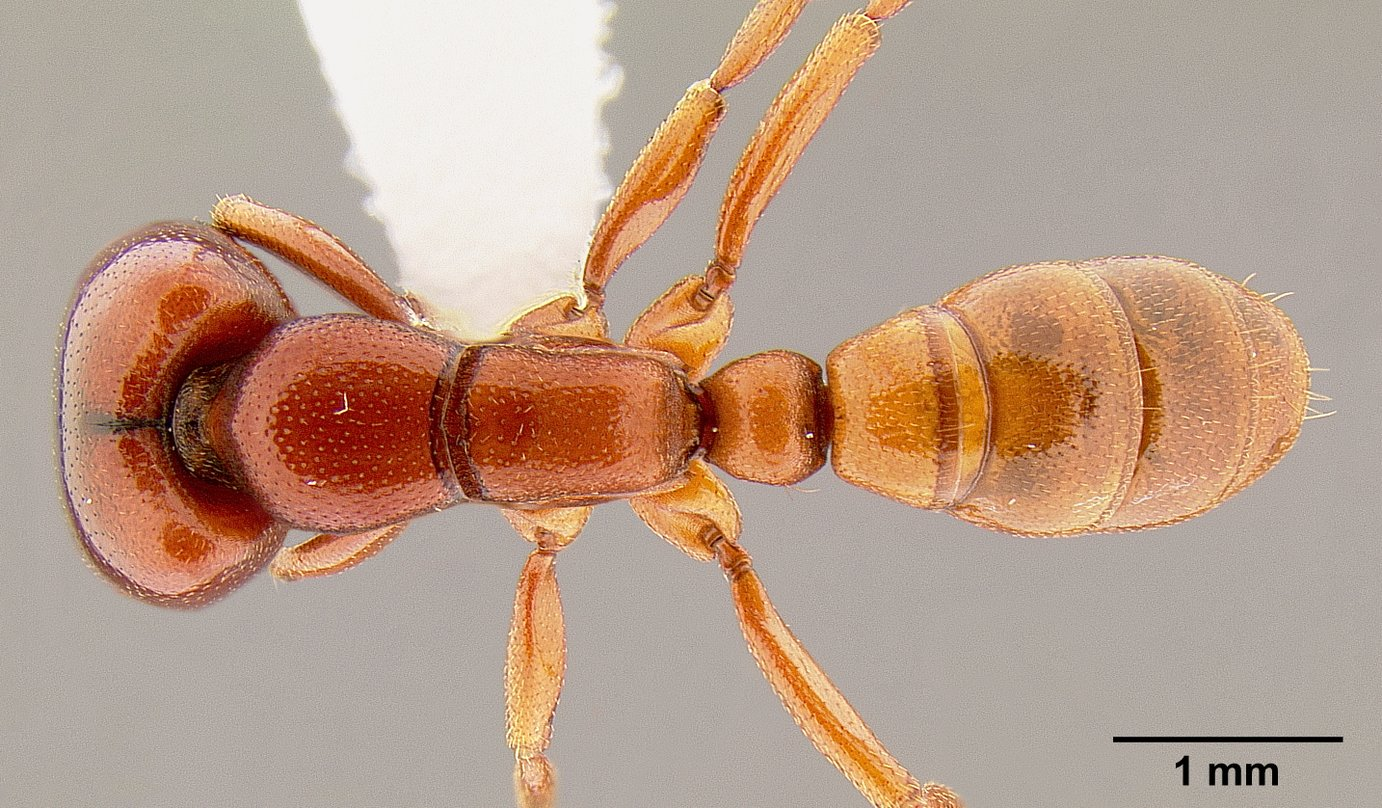
Солдат сверху
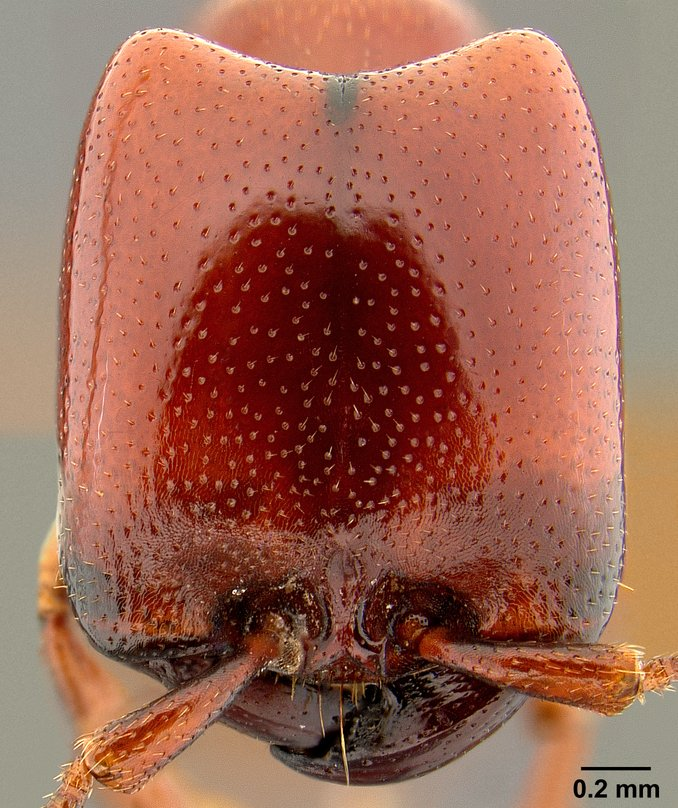
Голова солдата
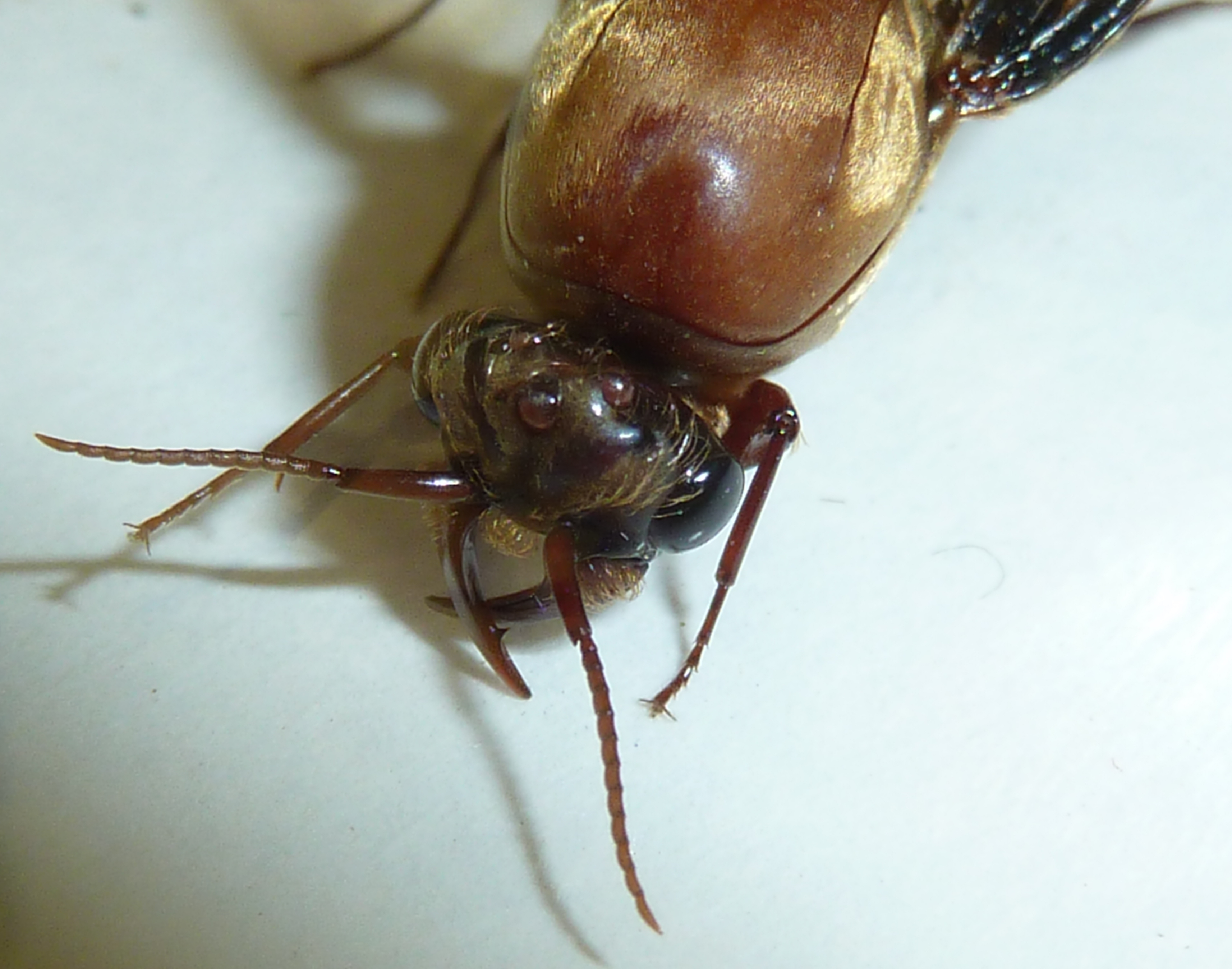
Самец спереди